# غريغوري الأول
البابا غريغوري الأول أو غريغوري العظيم (540 - 12 مارس 604) كان البابا في الفترة منذ 3 سبتمبر 590 حتى وفاته. ولد لعائلة رومانية أرستقراطية. كان من أول البابوات ذوي الخلفية الرهبانية.
في عام 573، عين غريغوري الأول حاكماً لمدينة روما. بعد عامين أسس دير القديس أندرو. في عام 578 عينه البابا بندكت الأول كأحد الشمامسة السبع لروما، وبعد عام أرسله البابا بلاجيوس الثاني كسفير سكني للمحكمة الإمبراطورية في القسطنطينية. عاد غريغوري الأول إلى روما في عام 586 ليصبح رئيس دير القديس أندرو. في 3 سبتمبر 590 أصبح غريغوري البابا الكاثوليكي، وفي عام 593 قام بكاتبة كتب «الحوارات» (Dialogues) الأربع. في عام 596 أرسل البابا غريغوري أوغسطين ورهبان آخرين لتبشير الإنجليز. وتوفي في 12 مارس من العام 604.

## روابط خارجية
- غريغوري الأول على موقع الموسوعة البريطانية (الإنجليزية)
- غريغوري الأول على موقع الموسوعة البريطانية (الإنجليزية)
- غريغوري الأول على موقع ميوزك برينز (الإنجليزية)
- غريغوري الأول على موقع إن إن دي بي (الإنجليزية)
- غريغوري الأول على موقع ديسكوغز (الإنجليزية)

| سبقه بلاجيوس الثاني | الباباوات 590 - 604 | تبعه سابينيان |